# تشردا
تشردا (بالإيطالية: Cerda)‏ هي بلدية في مقاطعة باليرمو في جزيرة صقلية الإيطالية، تقع على بعد حوالي 45 كيلومترا إلى الجنوب الشرقي من باليرمو.

## السكان
في سنة 1861 بلغ عدد السكان 3٬474 نسمة، وتطور العدد ليصل في سنة 2011 لـ 5٬391 نسمة.
يظهر هذا المخطط البياني تطور النمو السكاني لـ تشردا